# Autoroute 427 (Ontario)
L'autoroute 427 est une autoroute de la série 400 dans la région du grand Toronto, en Ontario, Canada. Elle va de l'échangeur Queen Elizabeth Way/Gardiner Expressway (sa terminaison sud exacte est sur Browns Line à Coules Court, juste au sud de l'avenue Evans) à Toronto jusqu'à l'autoroute 7 à Vaughan. Une extension continue 800 mètres au nord de l'autoroute 7 vers le boulevard Zenway, mais ne fait pas officiellement partie de l'autoroute 427. Cette extension est la première étape d'une proposition qui mènerait la 427 dans la région de Barrie. La 427 est longue de 22,1 kilomètres, en incluant l'extension vers le boulevard Zenway.
L'autoroute 427 est en Ontario la seconde autoroute la plus occupée (par volume) et l'une des plus occupées d'Amérique du Nord. Elle n'a pas moins de 12 voies entre la QEW / Gardiner et l'autoroute 401, divisées en un système collecteur-express similaire à celui de la 401. L'autoroute 427 dispose de plusieurs échangeurs multi-niveaux; les jonctions avec la QEW et l'autoroute 401 sont les premiers échangeurs à 4 niveaux construits en Ontario, à la fin des années 1960 et au début des 70. Ceux des autoroutes 409 et 407 sont plus récents et furent complétés entre 1992 et 1995.
C'est une route d'accès principale à l'aéroport international Pearson.

## Liens externes

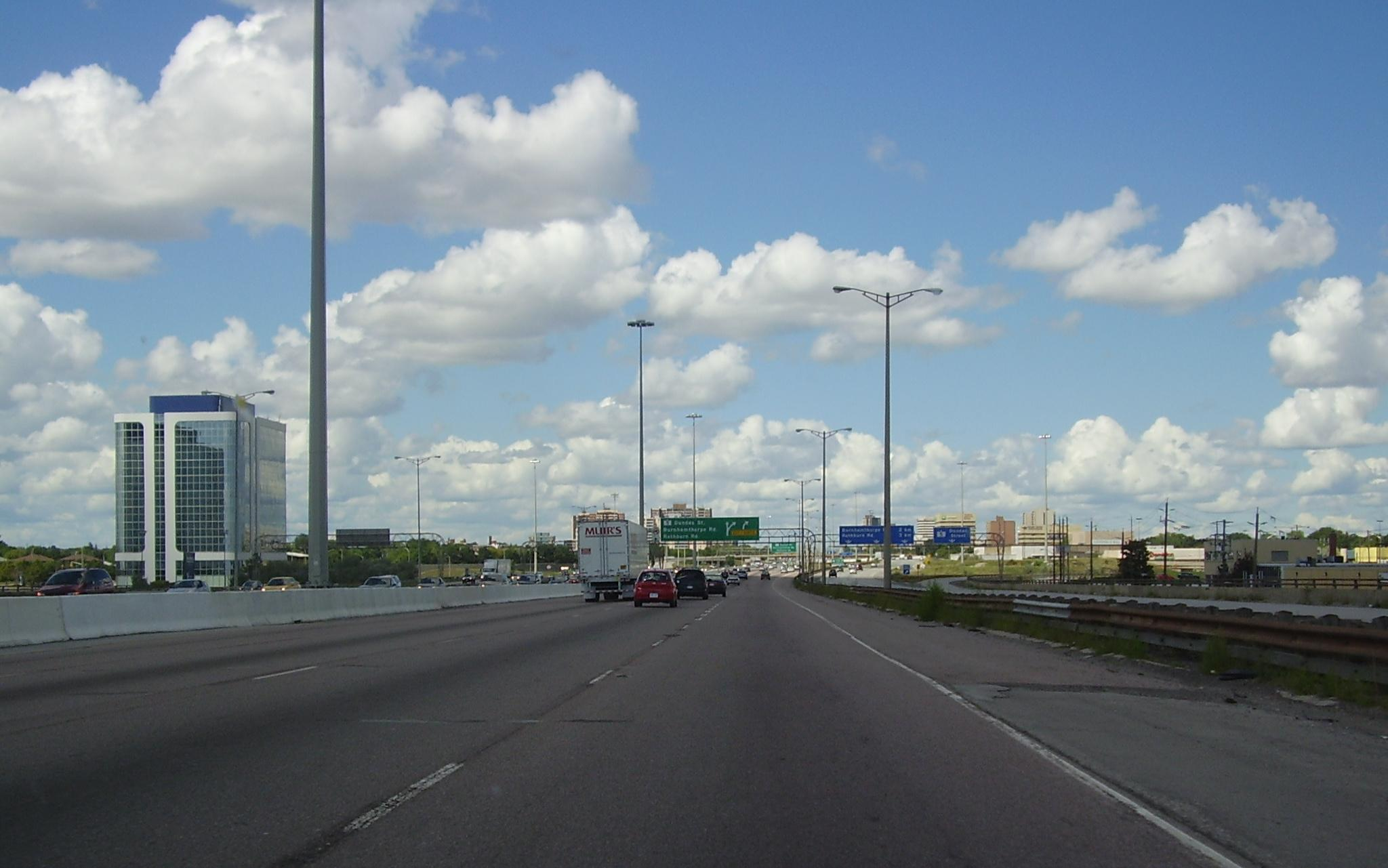
L'autoroute 427 entre la QEW et la rue Dundas (Highway 5), montrant la section à 14 voies.